# 小行星415
小行星415（415 Palatia）是一颗围绕太阳公转的小行星。1896年2月7日，马克斯·沃夫在海德堡描述了此天体。
該小行星以德國的普法尔茨命名。
这颗小行星的绝对星等为9.21等。

## 相关條目
- 小行星列表/10001-11000

## 外部連結
- Asteroid Lightcurve Database (LCDB) （页面存档备份，存于）, query form (info （页面存档备份，存于）)
- Schmadel, Lutz D. . Springer Science & Business Media. 2012-06-10  [2019-05-07]. ISBN 978-3-642-29718-2. （原始内容存档于2023-02-22） （英语）.
- Discovery Circumstances: Numbered Minor Planets (10001)-(15000) （页面存档备份，存于） – Minor Planet Center
- 小行星415 at AstDyS-2, Asteroids—Dynamic Site
  - Ephemeris · Observation prediction · Orbital info · Proper elements · Observational info
- NASA JPL小天體瀏覽器上的小行星415

| 前一小行星： 小行星414 | 小行星列表 | 後一小行星： 小行星416 |